# 江镇镇
江镇镇，是中华人民共和国安徽省安庆市怀宁县下辖的一个乡镇级行政单位。江镇包子形成了产业链。

## 行政区划
江镇镇下辖以下地区：
江家嘴民族村、赵山村、梅林村、于山村、盘石村、联山村、上丰村、日新村、新联村、新合村、余冲村、江镇村和模范村。